# Cantón de Massiac
El cantón de Massiac era una división administrativa francesa, que estaba situada en el departamento de Cantal y la región de Auvernia.

## Composición
El cantón estaba formado por doce comunas:
- Auriac-l'Église
- Bonnac
- Ferrières-Saint-Mary
- La Chapelle-Laurent
- Laurie
- Leyvaux
- Massiac
- Molèdes
- Molompize
- Saint-Mary-le-Plain
- Saint-Poncy
- Valjouze

## Supresión del cantón de Massiac
En aplicación del Decreto nº 2014-149 de 13 de febrero de 2014, el cantón de Massiac fue suprimido el 22 de marzo de 2015 y sus 12 comunas pasaron a formar parte del nuevo cantón de Saint-Flour-1.